# Fernando Llorente Torres
Fernando Llorente Torres de renom El Rey León, (Pamplona, 26 de febrer de 1985) és un exfutbolista navarrès que jugava com a davanter.
Va començar la seva carrera amb l'Athletic Club, avançant a través de diferents nivells juvenils i, després de debutar amb el primer equip l'any 2005, es va convertir en un dels jugadors ofensius més importants del club en la dècada següent. Va marcar 29 gols en totes les competicions a la temporada 2011-12, i va ser descrit com una "llegenda de Bilbao". Va signar contracte posteriorment amb la Juventus FC el 2013, i va guanyar el títol de la Serie A dues vegades durant els seus dos anys allà. Posteriorment, va passar la temporada 2015–16 de tornada a Espanya amb el Sevilla FC abans de traslladar-se al Swansea City AFC el 2016 i al Tottenham Hotspur FC l'any següent, arribant a la final de la Lliga de Campions de la UEFA 2018-2019 amb aquest darrer equip. Es va retirar als 38 anys, després de passar per SSC Napoli, Udinese Calcio i SD Eibar.
Internacionalm amb la selecció espanyola del 2008 al 2013, Llorente va ser membre de les seleccions que van guanyar la Copa del Món de 2010 i l'Eurocopa 2012.

## Trajectòria

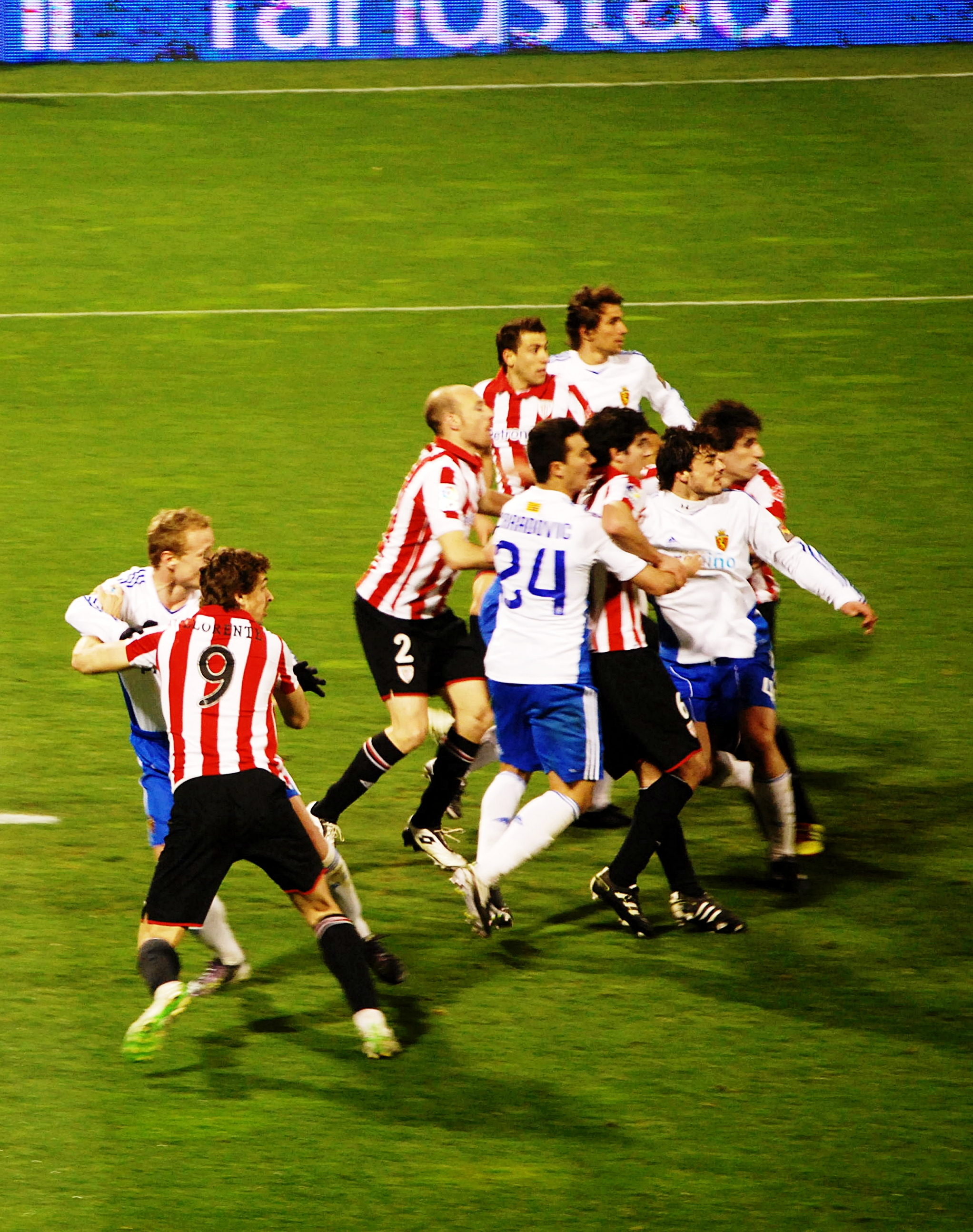
Fernando Llorente amb el dorsal 9 a l'Athletic Club.

La seva formació com a futbolista professional la va efectuar en el planter de l'Athletic Club a Lezama, després despuntar en diferents equips divisions regionals. Va passar per totes les categories inferiors del Club i per les seves dues filials; Club Deportivo Baskonia marcant 12 gols en 33 partits i el Bilbao Athletic competint a Segona Divisió B. El 16 gener 2005 va debutar 15, amb l'Athletic, a Primera Divisió davant el RCD Espanyol a l'Estadi San Mamés. Tres dies després, disputant el seu segon partit, va marcar el seu primer gol i consecutivament el seu primer hat-trick. És subcampió de la Copa del Rei de 2008/09 i 2011/12 i subcampió de la UEFA Europa League de 2011/12.
A la temporada 2011/12 va rebre el Trofeu Zarra, premi atorgat al màxim golejador espanyol de la Lliga, va aconseguir el seu segon hat-trick oficial i va aconseguir el rècord de màxim golejador de l'Athletic Club a UEFA Europa League.

### Juventus
Llorente va esdevenir oficialment jugador de la Juventus l'1 de juliol de 2013, on hi jugarà amb el número 14 a la samarreta.

### Sevilla
El 27 d'agost de 2015, Llorente signà contracte amb el Sevilla FC per tres anys, amb una clàusula de rescissió de 20 milions d'euros.

### Selecció espanyola
Habitual en les categories inferiors de la selecció espanyola, va guanyar el 2005 la Bota de Plata del Campionat del Món de Futbol sub-20 de 2005. Amb la selecció espanyola absoluta, hi va debutar contra la selecció de Xile, el dia 19 de novembre de 2008, a l'Estadi El Madrigal. Amb la selecció absoluta porta el dorsal «19». Des del seu debut, ha participat en diversos tornejos internacionals de seleccions: Copa FIFA Confederacions 2009, de la qual van quedar tercers, Copa Mundial de Futbol de la FIFA de 2010, de la qual es van proclamar campions, i Eurocopa 2012, de la qual es van proclamar campions també.
Fou inclòs a la llista provisional de 30 jugadors que Vicente del Bosque va confeccionar pel Mundial del Brasil, però fou finalment un dels set homes que no varen entrar a la llista final.

## Vida personal

### Orígens i família
Fernando Llorente és navarrès de naixement, per néixer a la Clínica Universitària de Navarra, a Pamplona, on treballava la seva tia, la germana de la seva mare, d'infermera. Però també és Riojà, cosa de la qual presumeix, ja que va viure tota la seva infància al municipi de Rincón de Soto, La Rioja, localitat natal del seu pare, on resideix la seva família i testimoni dels seus primers tocs a la pilota.
És fill de Fernando Llorente i Isabel Torres i el menor de tres germans, Aitzabel, dotze anys major i Jesús Miguel (Txus), quinze anys més gran i el seu representant.
En les seves botes, porta gravats els noms dels seus tres nebots, Teresa, Mikel i Lucía.
En la seva vida sentimental hi ha Maria Lorente, la seva xicota donostiarra des de l'adolescència, una metgessa que treballa a l'Hospital de Basurto.

### Acció social
Fernando Llorente va esdevenir el primer jugador de la història a guanyar un Mundial de Futbol i sortir al camp sense l'estrella a la samarreta, a causa d'un projecte solidari amb l'ONG Save the Children. El fet va succeir en un partit de la selecció de futbol d'Espanya va disputar contra Lituània el 29 de març de 2011. Aquesta iniciativa consisteix a lluitar contra la mortalitat infantil mitjançant assistència sanitària. Llorente va donar la seva estrella a Aarti, una nena de sis anys que viu en un dels barris de barraques més grans de Delhi, a l'Índia.

## Palmarès
Juventus
- Serie A (3): 2013-14, 2014-15, 2015-16
- Coppa Italia (1): 2014-15
- Supercoppa Italiana (2): 2013, 2015

Sevilla
- Lliga Europa de la UEFA (1): 2015-16

Napoli
- Coppa Italia (1): 2019-20

Selecció espanyola
- Copa del Món de Futbol (1): 2010
- Campionat d'Europa (1): 2012